# Максимов Дмитро Вячеславович
Макси́мов Дмитро́ В'ячесла́вович (17 листопада 1994, Київ, Україна — 19 лютого 2014, Київ, Україна) — спортсмен-дефлімпієць, загиблий під час Євромайдану. Герой України.

## Біографія
Народився 17 листопада 1994 року у Києві, в родині Вячеслава та Лідії Максимових. Навчався у школі № 118 міста Києва. Був студентом Київського фінансово-економічного коледжу Національного університету ДПС України.
Майстер спорту України, срібний (у командному заліку) призер та бронзовий (в особистому заліку) призер з дзюдо Дефлімпійських ігор у Софії 2013 року. Бронзовий призер Чемпіонату світу зі східних єдиноборств серед глухих, що проходив на острові Маргарита (Венесуела) з 17 по 24 вересня 2012 року. Він був надією національної збірної спортивної команди України.
Прийшов демократично відстоювати українську державу на мирний мітинг на Майдані Незалежності у Києві.
За словами 48-річного свідка Вадима Сизоненка, 18 лютого 2014, після того, як протестувальники підпалили 2 БТРи, розлючені силовики спецпідрозділу «Сокіл» кинули в натовп протестувальників бойову протипіхотну осколкову гранату, котра попала Дмитру в плече і в той момент вибухнула. Сизоненко переконаний,- Дмитро ціною свого життя уберіг його і всіх інших навколо — тіло стримало вибухову хвилю і більшість осколків гранати. Хірург, котрий оглядав тіло, також підтвердив вибух бойової гранати. Від вибуху гранати йому відірвало руку і сильно понівечило тіло. У Будинку профспілок він помер від втрати крові, його тіло декілька днів лежало в Михайлівському золотоверхому соборі. 21 лютого 2014 р. Дмитра впізнали рідні серед загиблих.
Належить до названої народом «Небесної сотні».

## Вшанування пам'яті
У школі № 118 міста Києва, де навчався хлопець, відкрили меморіальну дошку на честь Дмитра.
У коледжі, де хлопець навчався, відкрили меморіальну дошку на його честь.
Кабінет Міністрів України 15 листопада 2017 р. заснував в числі державних стипендій найкращим молодим вченим за вагомий внесок у розвиток демократичних та гуманістичних цінностей у сфері науки і освіти та зміцнення міжнародного авторитету України стипендію імені Дмитра Максимова. 

### Нагороди
- Звання Герой України з удостоєнням ордена «Золота Зірка» (21 листопада 2014, посмертно) — за громадянську мужність, патріотизм, героїчне відстоювання конституційних засад демократії, прав і свобод людини, самовіддане служіння Українському народу, виявлені під час Революції гідності[6]
- Орден «За заслуги» III ст. (3 грудня 2013) — за досягнення високих спортивних результатів на XXII літніх Дефлімпійських іграх у м. Софії, виявлені мужність, самовідданість та волю до перемоги, піднесення міжнародного авторитету України[7]
- Медаль «За жертовність і любов до України» (УПЦ КП, червень 2015) (посмертно)[8]

## Дивіться також
- Список українських спортсменів, тренерів і функціонерів, що загинули під час Революції гідності чи внаслідок російської агресії в Україні